# Delta I (lớp tàu ngầm)
Tàu ngầm Đề án 667B Murena (tiếng Nga: Проекта 667Б Мурена - Proyekta 667B Murena) là loại tàu ngầm hạt nhân mang tên lửa đạn đạo do Liên Xô chế tạo. Với hệ thống phóng tên lửa D-9 có thể mang 12 tên lửa đạn đạo R-29 Vysota. NATO gọi loại tàu ngầm này là lớp Delta I.

## Lịch sử
Từ những năm 1970 các tàu ngầm Đề án 667A Navaga bắt đầu gặp khó khăn trong việc tiếp cận và tuần tra dọc bờ biển Hoa Kỳ khi lực lượng hải quân Hoa Kỳ phát triển và lắp đặt các loại thiết bị dò sóng âm mạnh trong chương trình SOSUS để phát hiện các tàu ngầm lại gần. Để tránh bị phát hiện các tàu ngầm Liên Xô đã được thay đổi các nhiệm vụ và khu vực hoạt động. Cũng như để đảm bảo khả năng tấn công răn đe và trả đũa hạt nhân tiêu diệt mục tiêu khi xảy ra chiến tranh mà không cần phải vào các vùng biển của NATO một loại tên lửa mới đã được phát triển có tầm bắn xa hơn các tên lửa R-27 mà Đề án 667A từng mang. Tên lửa mới được gọi là R-29 Vysota có tầm bắn gấp ba lần, dài hơn khoảng 40% và rộng hơn khoảng 20% so với R-27. Vì thế một loại tàu ngầm mới cần được phát triển để có thể mang chúng.
Tàu ngầm mới được thiết kế dựa trên Đề án 667A nhưng dài hơn một chút cũng như chỉ mang 12 tên lửa thay vì 16 như Đề án 667A, khoang chứa phóng các tên lửa cũng cao hơn và nhô ra ngoài, hệ thống phóng D-9 cũng được phát triển để phóng các tên lửa này.
Có 18 chiếc trong lớp này đã được đóng từ năm 1970 đến năm 1977. Tất cả 18 chiếc đã được cho ra khỏi biên chế và ngừng hoạt động giữa những năm 1990.